# 17 Warszawska Drużyna Harcerska

Harcerze 17 WDH w biało-zielonych i bordowych barwach. Na rękawach Odznaka szczepu oraz bordowa plakietka drużyny

17 Warszawska Drużyna Harcerska im. gen. Jakuba Jasińskiego – najstarsza drużyna harcerska na warszawskiej Pradze, początkowo była nazywana Pierwszą Praską Drużyną Skautową. Według relacji ustnych działała od 1911 r., jednak najstarsze dokumenty pisane sięgają 1914 r. Od 1918 działała w ZHP, rozwiązana w 2019.

## Szczep
W 1970 r. drużyna przekształciła się w Szczep 17 Warszawskich Drużyn Harcerskich im. gen. Jakuba Jasińskiego (od lat 90. – Szczep 17 Warszawskich Drużyn Harcerskich i Gromad Zuchowych im. gen. Jakuba Jasińskiego), skupiający w różnych okresach 2-5 drużyn i gromad. Drużyna od 1918 r. działała w środowisku uczniów i absolwentów Gimnazjum i Liceum Ogólnokształcącego im. Władysława IV, a od 1992 również Szkoły Podstawowej nr 30.
W ostatnim czasie w skład szczepu wchodziły:
- 17 Warszawska Gromada Zuchowa "Mieszkańcy Zaginionego Grodu"
- 17 Warszawska Drużyna Harcerska "Orlęta" im. ppor. hm. Stanisława Srzednickiego
- 17 Warszawska Drużyna Wędrownicza "Purga"
- 17 Krąg Instruktorski

## Odznaka szczepu
Najwyższym wyróżnieniem w szczepie była Odznaka Szczepu, mająca formę czarnej plakietki, zaprojektowanej w latach 70. przez Witolda Dobieleckiego – nauczyciela w Liceum im. Władysława IV i opiekuna harcerzy, zainspirowanego przez drużynowego Witolda Gawdę. Odznaka była dwustopniowa, a warunki jej przyznania określał regulamin obowiązujący niezmiennie od 1981.

## Barwy drużyny i szczepu
W okresie przed II wojną światową harcerze Siedemnastki nosili na mundurach zielone krajki. Po wojnie ustaliły się inne barwy – bordowe chusty z obszyciem z czarnej aksamitki.
Na pamiątkę przedwojennych barw nowo przybyli harcerze nosili w okresie próbnym tzw. przejściówki – chusty w barwach biało-zielonych. Harcerze nosili również inne elementy munduru w barwach szczepu: czarno-bordowe getry, bordowe wywijki, koszulki bordowe z czarnym lub zielone z białym nadrukiem. Plakietki drużyn w większości były również dwustopniowe: biało-zielone i bordowo-czarne.

## Sztandar
Pierwszy sztandar, zaprojektowany przez Bolesława Czarkowskiego (późniejszego kustosza Muzeum Wojska Polskiego) drużyna otrzymała w 1925. Sztandar ten, częściowo malowany, nawiązywał swą kolorystyką do barw drużyny. Do dziś zachował się rysunek i opis tego sztandaru, wykonany przez autora projektu. Sztandar ten jednak prawdopodobnie zaginął i w 1929 drużyna otrzymała drugi.
W 1939, po wybuchu II wojny światowej, ukrył go wraz z aktami drużyny drużynowy z lat 1935-1936 Stanisław Srzednicki. Niestety hm. Srzednicki zginął 20 sierpnia 1944 podczas Powstania Warszawskiego. Nie wiadomo czy o miejscu przechowywania sztandaru wiedziały jeszcze inne osoby.
W 1967 harcerze podjęli próbę odnalezienia sztandaru lub wyjaśnienia jego losów, lecz nie przyniosło to rezultatów. W styczniu 1972 podczas zjazdu wychowanków Gimnazjum i Liceum im. Króla Władysława IV Szczep 17 WDH otrzymał nowy, trzeci sztandar. Odbiega on nieco od wymagań obowiązującego regulaminu – wzorowany jest na sztandarze przedwojennym, zachowano też charakterystyczny zestaw barw: jedna strona biało-zielona, druga czerwona. W latach 90. sztandar poddano renowacji.

## Członkowie 17 WDH

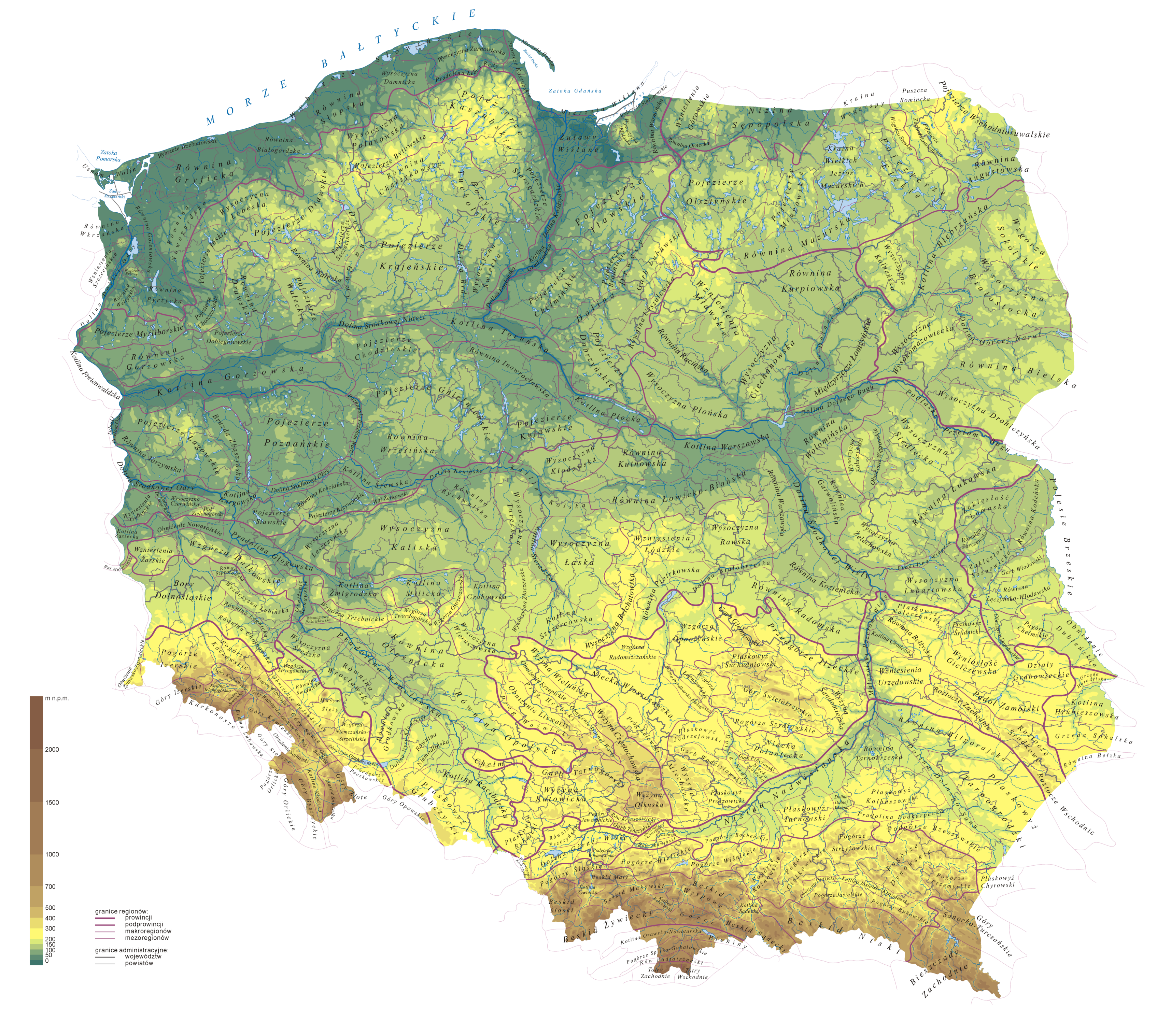
Mapa mezoregionów fizycznogeograficznych Polski według Jerzego Kondrackiego

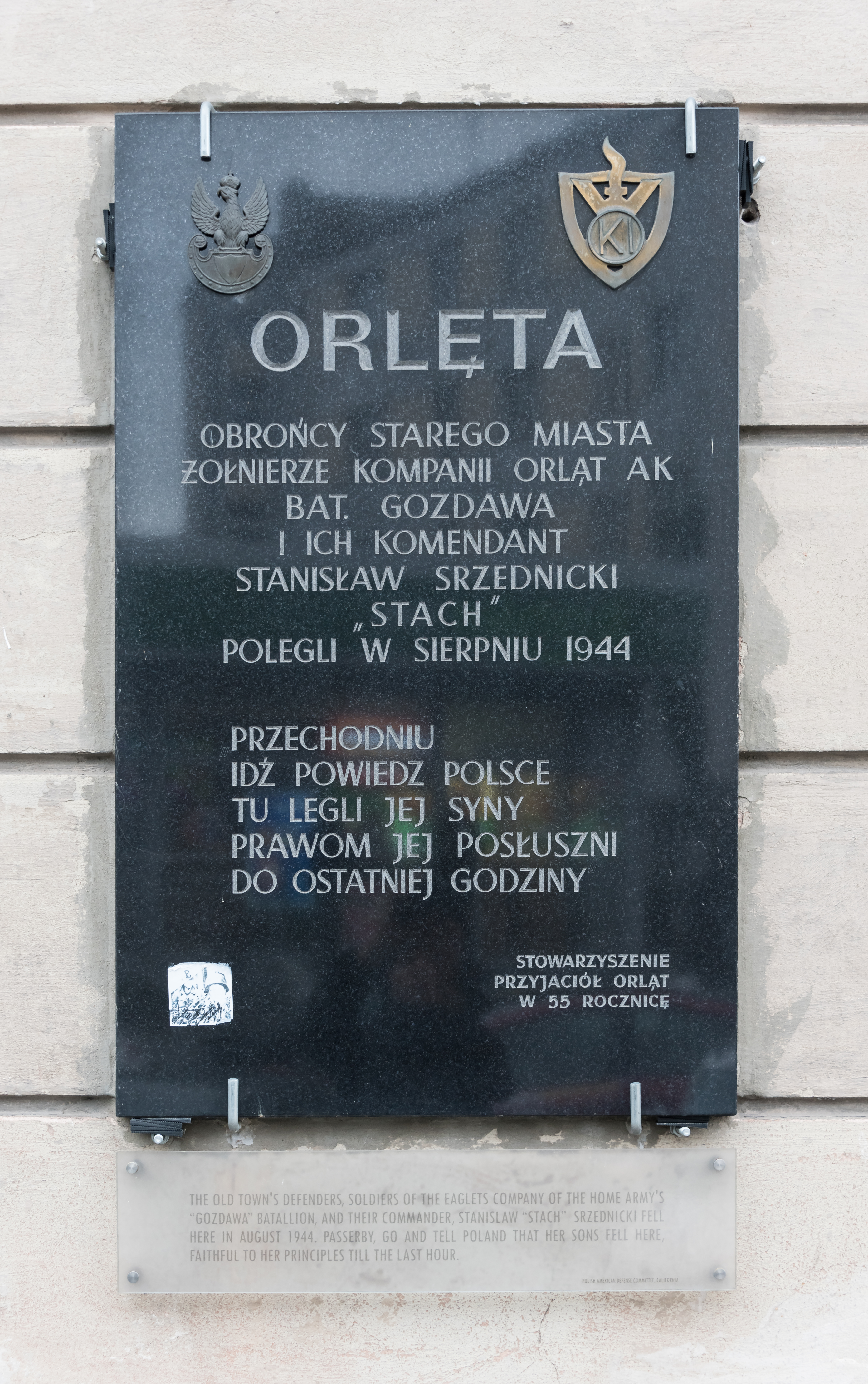
Tablica pamiątkowa przy ul. Kilińskiego poświęcona Stanisławowi Srzednickiemu i „Orlętom”

W drużynie i szczepie wychowali się i działali m.in.:
- ppor. Wacław Błaszczyk ps. Boruta – harcmistrz, wiceprzewodniczący Koła Przyjaciół Harcerstwa przy Chorągwi Warszawskiej, wiceprzewodniczący Zarządu Okręgu Warszawskiego, wykładowca na kursach wigierskich, bezprawnie usunięty z ZHP (sprawa Ludwiga), wykładowca na kursach „Agricoli”, dyrektor wodociągów i kanalizacji
- Bolesław Czarkowski – kustosz Muzeum Wojska Polskiego
- Dobiesław Damięcki – aktor i reżyser, działacz Związku Artystów Scen Polskich
- Jerzy Dargiel ps. Henryk – podporucznik AK, aktor, reżyser, dyrektor teatrów, m.in. Teatru „Baj”, nauczyciel, kompozytor i autor tekstów piosenek, członek GK ZHP
- Wiesław Drzewiecki – warszawski radny w kadencji 2002–2006
- Witold Gawda – socjolog, menedżer, były dyrektor biura reklamy Telewizji Polskiej, członek międzynarodowych stowarzyszeń reklamy, właściciel Instytutu Mediów, od 2018 zastępca burmistrza Łomianek
- Andrzej Goszczyński – dziennikarz, współtwórca Centrum Monitoringu Wolności Prasy przy Stowarzyszeniu Dziennikarzy Polskich
- pchor. Zbigniew Klimas ps. Rawicz – drużynowy drużyny CP-300 (konspiracyjnej 17 WDH w Szarych Szeregach), korespondent i wiceprezes Polskiej Agencji Prasowej
- Jerzy Kondracki – geograf, profesor Uniwersytetu Warszawskiego, autor regionalizacji fizycznogeograficznej Polski
- Zdzisław Kozankiewicz ps. Mimoza – przyboczny w konspiracyjnej drużynie CP-300 (później BS-PR-300), absolwent szkoły podchorążych „Agricola”, koordynator szkoleń „sklepowych” w praskim hufcu Bojowych Szkół, członek komendy BS Ula „Wisła”
- Stanisław Lange – harcmistrz, organizator i wykładowca na kursach instruktorskich nad Wigrami, p.o. komendanta Chorągwi Warszawskiej, komendant Chorągwi Mazowieckiej
- Tadeusz Mioduszewski – pedagog, działacz Towarzystwa Przyjaciół Dzieci, poeta
- Władysław Padacz – duchowny rzymskokatolicki, doktor prawa kanonicznego, poseł na Sejm RP, działacz trzeźwościowy, osobisty kapelan ks. kardynała Stefana Wyszyńskiego
- Włodzimierz Paszyński – nauczyciel języka polskiego w Liceum im. Władysława IV, drużynowy 17 WDH, późniejszy stołeczny kurator oświaty, wiceminister edukacji, zastępca Prezydenta Warszawy
- Paweł Pelc – były wiceprezes Urzędu Nadzoru nad Funduszami Emerytalnymi, członek Komisji Nadzoru Bankowego i doradca prezesa Narodowego Banku Polskiego
- Zygmunt Pytliński ps. Sławek, Zenek – współtwórca organizacji „Orlęta”, organizator drużyn orlęcych w konspiracji, nauczyciel i wychowawca, po wojnie organizator i dyrektor szkół na Dolnym Śląsku, harcmistrz
- Józef Szczepański ps. Ziutek – poeta, autor znanych piosenek powstańczych, żołnierz batalionu Parasol Armii Krajowej
- por. Stanisław Srzednicki ps. Stach – współtwórca młodzieżowej organizacji „Orlęta”, dowódca batalionu motorowego „Orląt” AK, harcmistrz; jemu i „Orlętom” poświęcono tablicę pamiątkową w katedrze polowej Wojska Polskiego oraz tablicę na budynku przy skrzyżowaniu ul. Kilińskiego i Podwale
- Zygmunt Syrokomski – pedagog, wieloletni przewodniczący Koła Wychowanków Gimnazjum i Liceum Ogólnokształcącego im. Władysława IV
- Joanna Tokarska-Bakir – antropolog kultury i religii, profesor Uniwersytetu Warszawskiego i PAN
- Janusz Warakomski – prawnik, urzędnik samorządowy, były burmistrz dzielnicy Żoliborz i zastępca burmistrza Ursusa
- Wojciech Stefan Wyrobek ps. Żyłka – nauczyciel i wychowawca, organizator konspiracyjnych działań młodzieży na Targówku Fabrycznym
- Dorota Zbińkowska – warszawska radna w latach 2007-2018, była przewodnicząca samorządu szkolnego i drużynowa 17 WDH

## Historia

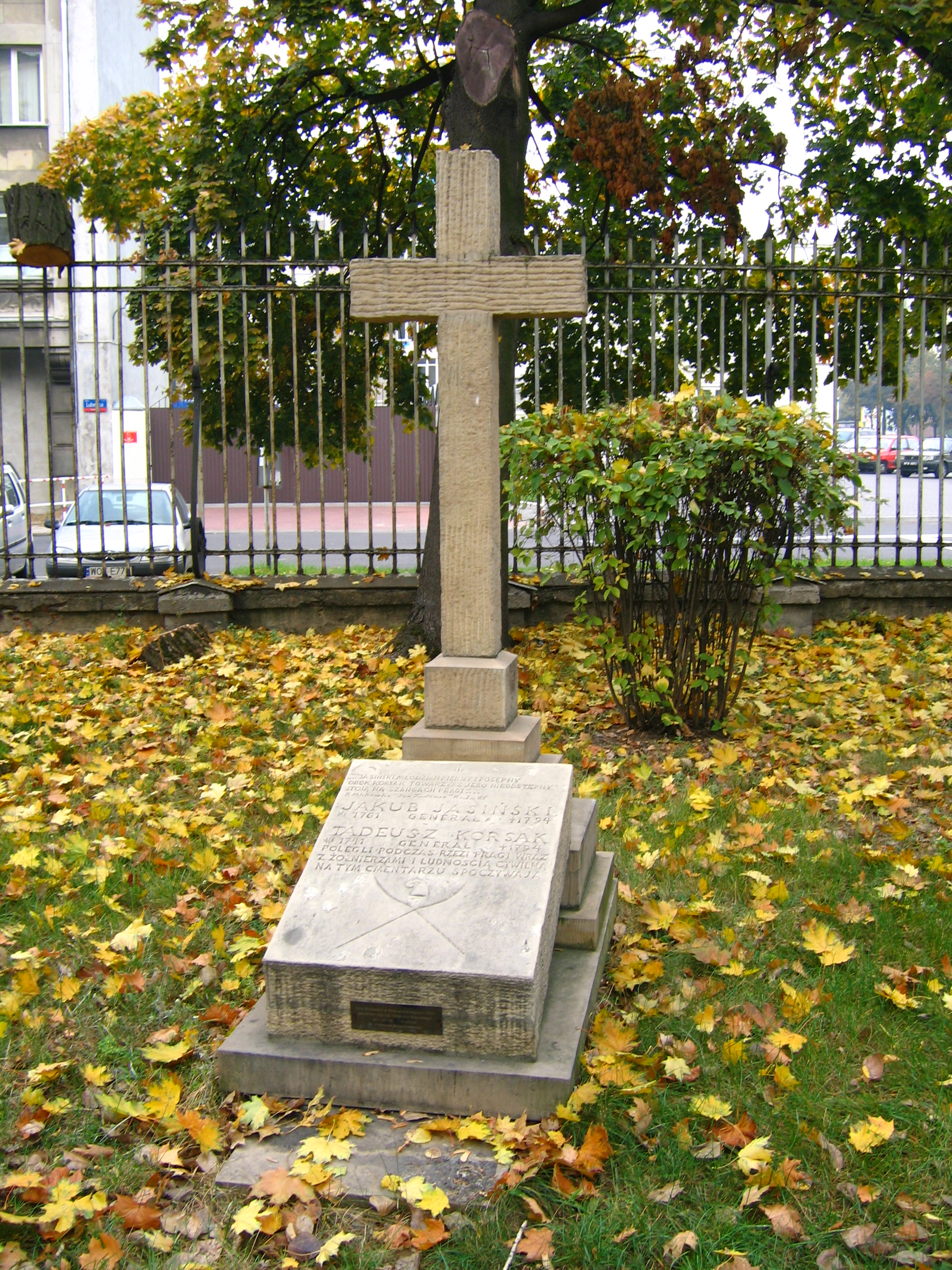
Grób Jakuba Jasińskiego na warszawskim Kamionku

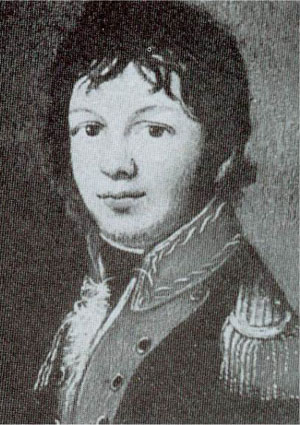
Jakub Jasiński – bohater Szczepu 17 WDH

### 1911-1938
Według relacji Zygmunta Syrokomskiego drużyna rozpoczęła działalność w 1911 i nosiła początkowo nazwę Pierwszej Praskiej Drużyny Skautowej. 29 listopada 1911 lub 1914 drużyna otrzymała imię obrońcy Pragi – gen. Jakuba Jasińskiego.
Początkowo drużyna skupiała młodzież męską z całej Pragi. Po opuszczeniu Pragi przez Rosjan zaczęła działać przy Praskim Gimnazjum. Harcerze ćwiczyli się w wiązaniu węzłów, posługiwaniu się mapą, uczyli się terenoznawstwa, musztry i obyczajów żołnierskich, odbywali piesze wycieczki w okolice Jabłonny, Legionowa, Strugi, Wawra i Zielonki, gdzie jesienią jeden z patroli harcerzy został ujęty przez carską żandarmerię i wywieziony na Syberię.
W 1915 lub 1916 zorganizowano pierwszy obóz letni w bliżej nieznanym majątku pod Warszawą, prowadzony przez Mścisława Modzelewskiego.
Podczas I wojny światowej kadra Siedemnastki i część szeregowych harcerzy wstąpiła do Polskiej Organizacji Wojskowej. W 1918 harcerze uczestniczyli w akcji rozbrajania Niemców opuszczających Warszawę.
W 1919 Gimnazjum im. Króla Władysława IV zostało upaństwowione, a w nim zorganizowana izba harcerska (w sali naprzeciwko pracowni biologicznej na parterze). Siedemnastacy rekrutowali się odtąd prawie wyłącznie spośród uczniów gimnazjum.
W trakcie trwania obozu zorganizowanego w 1920 pod Tucholą, w związku z wybuchem wojny polsko-bolszewickiej harcerze w wieku od 16 lat zostali zmobilizowani do wojska i wstąpili do Kompanii Harcerskiej w Grudziądzu. Młodsi kontynuowali w tym czasie normalne zajęcia obozowe.
W czerwcu 1922 drużyna wzięła udział w zlocie Chorągwi Warszawskiej w Lesie Bielańskim, gdzie otrzymała dyplom za samodzielnie wykonaną radiostację. Latem odbyły się dwa obozy: stały w Skałce koło Olkusza oraz wędrowny przez Ojców, Kraków i Wieliczkę, skąd pochodzi najstarsze zachowane zdjęcie harcerzy 17 WDH.
3 maja 1923 Siedemnastka wystąpiła w defiladzie i uroczystościach związanych z pobytem w Polsce Marszałka Francji Ferdynanda Focha i nadaniem mu tytułu Marszałka Polski. W lipcu drużyna zorganizowała pierwszy obóz pod namiotami – na bindudze nad jeziorem Wigry (jezioro) koło wsi Cimochowizna, jego komendantem był Stanisław Lange. Na miejscu wybranym przez 17 WDH, prawdopodobnie za przyczyną Langego, w latach 1929–1959 (z przerwą w okresie wojny) odbywały się wigierskie kursy instruktorskie Chorągwi Warszawskiej i Mazowieckiej.
W 1924 na obozie nad jeziorem Łot koło Druskienik drużynę odwiedził marszałek Józef Piłsudski z żoną i córkami Jadwigą i Wandą.
W 1925 drużyna otrzymała sztandar, zaprojektowany przez Bolesława Czarkowskiego. Harcerze uczestniczyli w uroczystościach pogrzebowych Stefana Żeromskiego (z Zamku Królewskiego, gdzie mieszkał pisarz, nieśli za jego trumną pochodnie) i Władysława Reymonta.
11 listopada 1928 Siedemnastka gościła, wraz z delegacjami 1, 6 i 23 Warszawskich Drużyn Harcerskich, na audiencji u Prezydenta Rzeczypospolitej Polskiej Ignacego Mościckiego, na Zamku Królewskim.
Po obozie letnim w 1929 w Rakowni k. Murowanej Gośliny 17 WDH uczestniczyła w zlocie w Poznaniu podczas Powszechnej Wystawy Krajowej. Wystąpiła tam jako drużyna sygnalizacyjna, wyspecjalizowana w nadawaniu i odbieraniu depesz semaforem i zajęła II miejsce w ogólnej klasyfikacji. Drużyna otrzymała swój drugi sztandar (pierwszy prawdopodobnie zaginął).
W 1931 grupa starszych harcerzy wyjechała do Pragi w Czechosłowacji na Zlot Skautów Słowiańskich (Tábory slovanských skautů – slovanské Jamboree). Podczas zlotu harcerzy Siedemnastki odwiedził prezydent Czechosłowacji Tomáš Masaryk. W drodze powrotnej harcerze odwiedzili środowiska Polaków zamieszkałych na Śląsku Cieszyńskim.

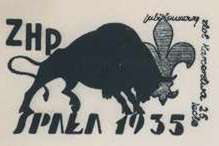
Znak graficzny Jubileuszowego Zlotu ZHP w Spale

17 WDH wzięła udział w Jubileuszowym Zlocie 25-lecia Harcerstwa Polskiego w Spale w 1935. W jego przygotowywaniu czynnie uczestniczyli byli siedemnastacy: Stanisław Lange, Włodzimierz Skłodowski, Zygmunt Syrokomski, Wacław Błaszczyk, Wacław Zienkiewicz i Bolesław Czarkowski.

### 1939-1945
Po powrocie z obozu w Trokach w 1939 drużyna została skierowana do pełnienia Pogotowia Harcerskiego w praskiej Komendzie Obrony Przeciwlotniczej. Zadaniem harcerzy była obsługa centralek telefonicznych i utrzymywanie łączności pieszej lub rowerowej z punktami służby OPL na terenie Pragi. Od dnia wybuchu II wojny światowej pełnili dyżury przeciwlotnicze i przeciwpożarowe, nieśli pomoc rannym wskutek bombardowań, wydobywali ludzi zasypanych pod gruzami.
Na mocy rozkazu płk. Romana Umiastowskiego 6 września harcerze powyżej 16 lat wraz z całym Hufcem Praga zostali skoncentrowani na Saskiej Kępie, a następnie w tzw. Harcerskim Batalionie Marszowym ewakuowani ze stolicy na wschód, na tereny położone za Bugiem, gdzie miało nastąpić utworzenie drugiej linii obrony i wcielenie ewakuowanych do wojska. W Cycowie 13 września drużyna przyłączyła się do oddziału wojskowego tworzonego przez komendanta obrony Lublina kpt. Stanisława Lisa-Błońskiego, który miał przedzierać się w kierunku granicy rumuńskiej. Mimo rozwiązania oddziału po wkroczeniu do Polski Armii Czerwonej przy kapitanie pozostało kilkudziesięciu żołnierzy, a wśród nich kilkunastu siedemnastaków. Oddział dalej kluczył w kierunku granicy z Rumunią, uczestnicząc w kilku potyczkach z Niemcami. 30 września oddział natknął się na bardzo silny ogień, a po walce poddał się wrogowi, którym okazała się jednostka Armii Czerwonej. Części harcerzy udało się zbiec pod osłoną nocy, pozostali jako jeńcy wymaszerowali do Zamościa, w kilka dni później po opuszczeniu miasta przez wojska radzieckie, zostali zwolnieni.
Ocalali harcerze powrócili do stolicy, nawiązując kontakty z innymi środowiskami harcerskimi. Część siedemnastaków skupiła się w grupie, która z czasem przekształciła się w Batalion Wigry. Tymczasem Stanisław Srzednicki "Stach" ukrył sztandar i akta drużyny.
W 1940 Siedemnastka, oznaczona później symbolem CP-300 weszła w skład Hufca Praga Szarych Szeregów.
W listopadzie 1942 nastąpił podział CP-300: z jej starszych sekcji powstała drużyna Grup Szturmowych GS-PR-300, z młodszych – drużyna Bojowych Szkół BS-PR-300. Drużyna BS-PR-300 przechodziła "sklepy" – szkolenie wojskowe, kursy "Wiarus" (szkoła podoficerska) i kursy samochodowe "Ursus" u Tuszyńskiego na Targowej 15. Przy drużynie, a następnie przy plutonie istniała sekcja łączniczek-sanitariuszek. Siedemnastacy brali udział w akcjach WISS, prowadzili kolportaż wydawnictw podziemnych i uczestniczyli w akcjach "Wawer" na terenie Pragi Centralnej, Grochowa i Bródna.
Do "Wigier" trafiło ponad dwudziestu uczniów, w części harcerzy 17 WDH, z konspiracyjnych kompletów Władysława IV. Część z nich uczestniczyła w II turnusie Szkoły Podchorążych Rezerwy im. gen. Władysława Sikorskiego.
Dzięki porozumieniu między "Wigrami" i "Szarymi Szeregami" w 1943 powstało Centrum Wyszkolenia Wojskowego Szarych Szeregów i Szkoła Podchorążych Rezerwy Piechoty "Agricola", która miało szkolić harcerzy z całej Polski. Wykładowcami w "Agricoli" byli m.in. siedemnastacy: Wacław Błaszczyk "Boruta" oraz Wacław Zienkiewicz "Sulimczyk".
W Bloku "Bazylika" Chorągwi Warszawskiej, obejmującym Pragę, powstały w 1944 nowe hufce Grup Szturmowych – formowane w plutony, złożone każdy z trzech drużyn. Siedemnastka, oznaczona teraz symbolem I-PR-300, weszła w skład plutonu "Jurand", dowodzonego przez pchor. Zbigniewa Klimasa "Rawicza". Miał on wejść w skład nowo tworzonej III Kompanii Batalionu "Zośka" i pod koniec lipca został przerzucony na lewy brzeg Wisły, a jego członkowie otrzymali polecenie znalezienia tam kwater. Z powodu ich braku rozsypali się po całym mieście i tylko częściowo skoncentrowali się w godzinie "W" na Woli.
Pozostali harcerze w czasie powstania warszawskiego brali udział w działaniach różnych oddziałów Armii Krajowej. W powstaniu zginęli m.in. Stanisław Srzednicki "Stach", Zdzisław Kozankiewicz "Mimoza", Jerzy Dybczak "Dąb", Bogusław Dybczak, Lula Araszkiewicz "Ara".

### 1946-1979
W pierwszych latach po wojnie drużyna na nowo podjęła działalność. W 1947 wzięła udział w kwietniowym złazie 29 drużyn Hufca Praga w Aninie oraz w Harcerskim Obozie Odbudowy Warszawy w Parku Traugutta.
W 1949 drużyna została rozwiązana, a ZHP zlikwidowany – powstała Organizacja Harcerska Związku Młodzieży Polskiej.
W 1954 do liceum przyłączono Szkołę Podstawową nr 49, przy której istniała drużyna OH ZMP, nosząca imię Tadeusza Kościuszki. Skupiała ona około 300 członków, udział w pracach drużyny był niemal obowiązkowy.
Po Krajowym Zjeździe Działaczy Harcerskich w Łodzi w grudniu 1956 harcerstwo wróciło do "Władka" za sprawą Kazimierza Głowackiego, który zgłosił się do prowadzenia drużyny. Rozkazem L.12/57 z 27 kwietnia 1957 Komenda Chorągwi przyjęła drużynę do związku, nadając jej tradycyjny numer siedemnasty. Niejako "w spadku" po drużynie OH, Siedemnastka otrzymała imię Tadeusza Kościuszki, jednak na wniosek Rady Drużyny, Komenda Chorągwi w rozkazie z 30 kwietnia 1958 przywróciła Siedemnastce dawnego patrona – generała Jakuba Jasińskiego.
W 1958 harcerze uczestniczyli w Harcerskiej Akcji Letniej Młodzieży Starszej (HALMS) i w pracach na rzecz turystycznego zagospodarowywania Bieszczadów. Ukazują się pierwsze numery Tropiciela – Pisemka 17 WDH im. gen. J. Jasińskiego.
W tym czasie 17 WDH skupiała młodzież zarówno z klas podstawowych, jak i licealnych. W lutym 1959 Jerzy Stadler z kilkunastoma osobami z Siedemnastki utworzył przy Komendzie Hufca Praga Nowa – 317 Warszawską Drużynę Harcerską. Obie drużyny utworzyły 4. szczep hufca. W 1960 powstał szczep, skupiający dwie Siedemnastki: młodszo- i starszoharcerską. Z kolei po wakacjach 1961 powstał Szczep "Jakobinów", grupujący 12 WDH i dwie Siedemnastki: starszo- i młodszoharcerską, młodsza jednak niedługo później przestała istnieć. W 1961 chorągwiana komisja wizytacyjna uznała obóz Szczepu "Jakobinów" nad jeziorem Sawica koło Szczytna za jeden z najlepszych. Po obozie szczep został jednak rozwiązany.
W 1964 harcerze zorganizowali w szkole występ zespołu "Gawęda". Wzięli też udział w VI Harcerskim Rajdzie Świętokrzyskim, odtąd Siedemnastka uczestniczyła w nim co roku, przez kilka kolejnych lat. We wrześniu powstała w szkole drużyna żeńska, która po kilku miesiącach połączyła się z dotychczasową męską. W 1965 drużyna podjęła się opieki nad tablicą pamiątkową na Moście Śląsko-Dąbrowskim, uczestniczyła w kampanii "Dwadzieścia lat siedemsetletniej Warszawy" i w I Alercie "Wiosenny Zwiad".
W rozkazie komendanta hufca z 20 maja 1966 zatwierdzono barwy drużyn hufca, w tym barwy Siedemnastki – bordowa z czarną obwódką. Całoroczna praca drużyny (pierwsze miejsce w hufcu) została nagrodzona dwutygodniową wycieczką na Węgry, m.in. do Budapesztu i nad Balaton. Jesienią 17 WDH po raz pierwszy podejmuje akcję zarobkową "Parking" przy Cmentarzu Bródzieńskim, część dochodu harcerze przekazali na rzecz Fromborka w ramach akcji "Frombork 1001". Drużyna przeprowadziła też ogólnoszkolny plebiscyt "Ludzie naszych czasów", z zamiarem zaproszenia wybranej osoby.
W 1967 harcerze zorganizowali w szkole "tydzień harcerski", urządzili wystawę obrazującą dotychczasowe dzieje drużyny, opracowali historię 17 WDH w latach 1914-1967, wydrukowali na powielaczu okolicznościową gazetkę, odbyło się kilka spotkań z byłymi siedemnastakami. Harcerze podjęli też próbę odnalezienia przedwojennego sztandaru drużyny lub wyjaśnienia jego losów: na łamach Życia Warszawy ukazał się artykuł z apelem do byłych harcerzy o informacje na temat przedwojennej działalności Siedemnastki i zaginionego sztandaru.
Po wakacjach 1968 drużyna wybrała specjalność turystyczno-krajoznawczą. W kolejnych latach uczestniczyła w prawie wszystkich imprezach turystycznych organizowanych przez hufiec i chorągiew.
W lutym 1970 dotychczasowa drużyna podzieliła się na dwie: turystyczno-krajoznawczą i artystyczną, tworząc Szczep 17 Warszawskich Drużyn Harcerskich. Jego komendantem został Witold Gawda. Po wakacjach 1971 drużyna artystyczna zmieniła specjalność na wodną,
Podczas zjazdu wychowanków Gimnazjum i Liceum im. Króla Władysława IV w 1972, wobec bezskuteczności poszukiwań poprzedniego, przedwojennego sztandaru Siedemnastki, szczep otrzymał nowy sztandar, trzeci w historii. Sztandar, o drzewcu najwyższym w hufcu, był wzorowany na zaginionym sztandarze przedwojennym i został ufundowany przez Komitet Rodzicielski liceum.
W lipcu 1973 grupa wodniaków uczestniczyła w spływie z Warszawy do Fromborka, zorganizowanym z okazji 500-lecia urodzin Mikołaja Kopernika. Zespół harcerzy opracował Rys historyczny 17 WDH im. gen. Jakuba Jasińskiego. W szczepie powstała trzecia drużyna.
W 1974 szczep zorganizował obchody 60-lecia Siedemnastki (za datę powstania drużyny przyjmowano wówczas rok 1914). Na zaproszenie Siedemnastek z całego kraju odpowiedziały drużyny z Tarnowa i Chmielnika, którym harcerze 17 WDH zorganizowali czterodniową wycieczkę po stolicy. W szczepie działały cztery drużyny: I "Prima", II "Olimp", III i IV "Kubusia Puchatka", prowadzona przez Włodzimierza Paszyńskiego, który na VI Zjeździe ZHP w 1977 został powołany w skład Rady Naczelnej ZHP.
W trakcie obozów wędrownych w 1976 i 1977 na Wyżynie Krakowsko-Częstochowskiej trzy dni harcerze spędzali na budowie Huty Katowice. Ze sprawozdania szczepu z września 1977 wynika, że w liceum było wówczas 204 harcerzy (prawie 1/3 wszystkich uczniów szkoły). W szczepie powstała drużyna zuchowa.
W 1979 przy szczepie powstał krąg instruktorski. 17 WDH "Farlandia" spisała własną konstytucję drużyny. W tym okresie chusty harcerzy przyjętych do szczepu na okres próbny (tzw. "przejściówki") były jednolicie zielone, później – biało-zielone.

### 1980-1988
W 1981 dzięki likwidacji szkolnej kotłowni Siedemnastki otrzymały nowe pomieszczenie na harcówkę. Zanim jednak ruszyły prace remontowo-adaptacyjne, rozpoczął się trwający cztery lata remont szkoły, który odebrał harcerzom inne pomieszczenia (m.in. magazyn) i zmusił ich do przeniesienia sprzętu z magazynu do nowej harcówki. W kwietniu Siedemnastki zorganizowały we Władku referendum na temat 23 postulatów odnowy w szkole, przygotowanych przez harcerzy; jego wyniki zostały przedstawione radzie pedagogicznej.
Harcerze uroczyście obchodzili siedemdziesięciolecie istnienia 17 WDH (datę założenia Siedemnastki umownie przesunięto na rok 1911). Po wprowadzeniu stanu wojennego komenda szczepu utajniła część szczepowych dokumentów (m.in. adresy harcerzy). Siedemnastacy uczestniczyli w powołanym już wcześniej przez KIHAM, Pogotowiu Zimowym Harcerek i Harcerzy, pomagając osobom starszym przetrwać trudną zimę.
W 1983 Siedemnastacy wzięli udział w Białej Służbie organizowanej podczas pielgrzymki Jana Pawła II do Polski: pomagali służbie porządkowej podczas przejazdu Papieża Krakowskim Przedmieściem i w czasie mszy na Stadionie Dziesięciolecia. W hufcowym współzawodnictwie w roku 1982/83 i w podsumowaniu akcji letniej szczep zajął pierwsze miejsce.
W 1986 harcerze 17 WDH uczestniczyli w obchodach stulecia Gimnazjum i Liceum im. Władysława IV i w jubileuszu 75-lecia warszawskiego harcerstwa. Brali udział w przygotowaniu ekspozycji w Muzeum Woli, wypożyczyli dawne dokumenty i pamiątki drużyny. Szczep przyjął regulamin stopni i sprawności KIHAM.
W trakcie trzeciej pielgrzymki Papieża do Polski siedemnastacy zdobywali Białą Sprawność '87, uczestnicząc w zlocie św. Jerzego i pełniąc służbę w Warszawie, Tarnowie, Gdyni i Gdańsku. W lipcu wzięli udział w VII Akademickiej Pielgrzymce Diecezjalnej na Jasną Górę, w grupie Duszpasterstwa Harcerek i Harcerzy. Uczestniczyli też w VI Polowej Zbiórce Harcerstwa Starszego we Fromborku. Siedemnastki powróciły do tradycyjnej roty Przyrzeczenia Harcerskiego i Prawa Harcerskiego w wersji z 1932.
W 1988 harcerze uczestniczyli w II Zlocie św. Jerzego w Puszczy Bolimowskiej. Szczep wypożyczył pamiątki na wystawę "Harcerki" w Muzeum Woli, a w szkole zorganizował kurs tańca towarzyskiego. W dniu 11 listopada siedemnastacy pełnili straż obywatelską na uroczystym nabożeństwie w katedrze św. Jana oraz pod Grobem Nieznanego Żołnierza, pełnili też służbę w Muzeum Archidiecezji Warszawskiej.

### Po 1989

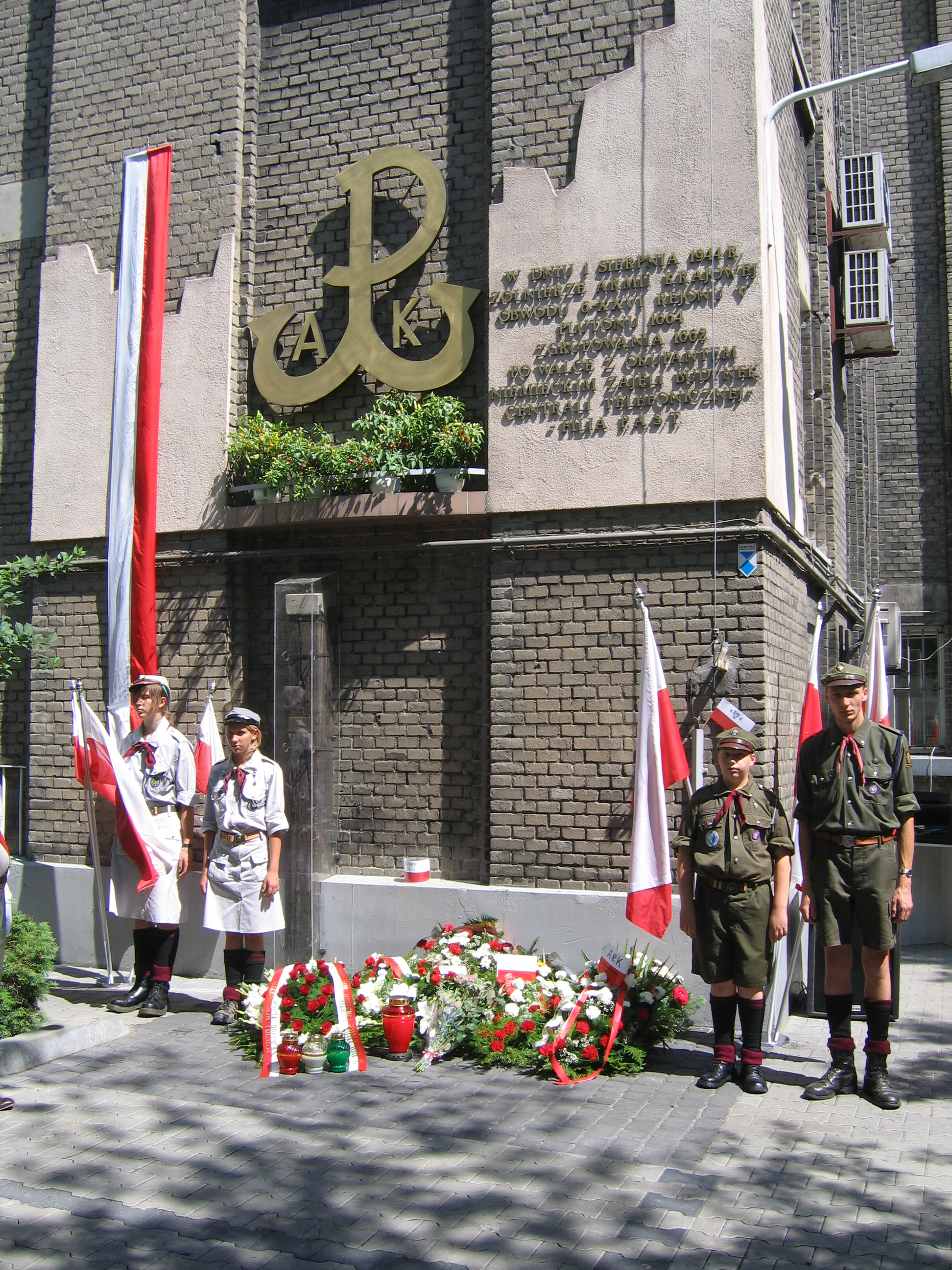
Harcerze Szczepu 17 WDH podczas uroczystości w rocznicę powstania warszawskiego na ul. Brzeskiej, 2006

W 1989 przy szczepie powstał Harcerski Klub Turystyczny nr 19 "Babiniec". Siedemnastacy kilkakrotnie uczestniczyli w zlotach św. Jerzego, w szczepie rozważano przejście do nowo utworzonego Związku Harcerstwa Rzeczypospolitej. Reprezentacja 17 WDH ze sztandarem uczestniczyła w rajdzie i uroczystościach związanych z rocznicą śmierci dh. Stefana Kowalskiego "Jaronia" w Pęcicach, tam harcerze spotkali się z naczelnikiem Szarych Szeregów Stanisławem Broniewskim. We wrześniu harcerze uczestniczyli w pielgrzymce harcerskiej na Jasną Górę.
W 1991 przy współpracy z ZHP-1918 z Pragi-Południe siedemnastacy wzięli udział w szkoleniu PCK na Saskiej Kępie, pomagali też zorganizować grę samarytańską na V Zlocie św. Jerzego w Warszawie i w Urlach. Uczestniczyli w kolejnej Białej Służbie: w Kielcach, Łomży, Białymstoku oraz w Warszawie na Agrykoli i przy bazylice na Kawęczyńskiej.
Oprócz działającej 17 WDH "Koliba" w 1992 w szczepie powstał zastęp młodszoharcerski "Cichociemni", a po feriach zimowych – nowa drużyna młodszoharcerska przy Szkole Podstawowej nr 30, początkowo z numerem 78 WDH. We wrześniu drużyna podzieliła się na dwie: męską "Poszukiwacze skalnego grodu" i żeńską "Wrzosowisko". W 1993 ukazało się I wydanie Śpiewnika Siedemnastek, wznawianego kilkakrotnie w kolejnych latach.
W 1995 reaktywowano 17 Krąg Instruktorski. W szczepie wprowadzono zmodyfikowane regulaminy stopni, nadal oparte na systemie KIHAM.
Na obozie szczepu w Soczewce koło Płocka w 1996 ekipa Warszawskiego Ośrodka Telewizyjnego nakręciła krótki film o obozowym życiu harcerzy pt. "Habeta". Po wakacjach powstała gromada zuchowa "Świetliki". W 1997 powstała pierwsza strona internetowa szczepu.
W 1999 Siedemnastacy brali udział w kolejnej Białej Służbie pod katedrą praską św. Floriana. Również w 2005 harcerze brali udział w ostatniej Białej Służbie – podczas uroczystości po śmierci Ojca Świętego Jana Pawła II. W tym okresie część wędrowników zdobyła brązową odznakę ratownika ZHP.
W 2007 instruktorzy szczepu uczestniczyli w zbiórce założycielskiej Kręgu Płaskiego Węzła. Drużyna wędrownicza przyjęła specjalność wodno-turystyczną.